# Râul Gorom
Pârâul Sărat este un curs de apă, afluent al Pârâului Sărat.  

## Hărți
- Harta județului Harghita